# محمد الخالد الحمد الصباح
الشيخ محمد خالد الحمد الصباح (مواليد 1955) اقتصادي كويتي ، نائب رئيس مجلس الوزراء وزير الدفاع الأسبق. كان وزيراً لعدة وزارات في الحكومة الكويتية منها وزارة الداخلية ووزارة الدفاع ووزارة الأوقاف والشؤون الإسلامية.[بحاجة لمصدر]

## ولادته ونشأته
ولد عام 1955 في الكويت وهو ابن الشيخ خالد حمد المبارك الصباح من زوجته الشيخة موزة الأحمد الجابر الصباح. وله 8 من الأشقاء والشقيقات هم الشيخ صباح الخالد الصباح ولي عهد دولة الكويت والشيخ أحمد الخالد الصباح والشيخة فايزة الخالد الحمد الصباح، والشيخة حياة الخالد الحمد الصباح، والشيخ حمد الخالد الحمد الصباح، والشيخة إيمان الخالد الحمد الصباح، والشيخ فواز الخالد الحمد الصباح محافظ محافظة الأحمدي.[بحاجة لمصدر]

## دراسته العلمية
- حاصل على شهادة بكالوريوس في إدارة الأعمال من إحدى الجامعات الأمريكية بعام 1981، والتحق بعدة دورات تخصصية بالإدارة ثم تخصص بالاقتصاد.[بحاجة لمصدر]

## حياته العملية
- تم تعيينه بوزارة الداخلية وتدرج بعدة وظائف:[بحاجة لمصدر]
  - مراقب السجل العام والسكرتارية، وبعدها تمت ترقيته إلى مساعد مدير السجل العام والسكرتارية.
  - مدير إدارة السجل العام.
  - مدير إدارة الجنسية.
  - مدير إدارة الجنسية ووثائق السفر في محافظة الفروانية.
  - وكيل مساعد بالنيابة لشئون الجنسية ووثائق السفر.
- بعام 1991 تم تعيينه محافظًا لمحافظة الأحمدي.[1]
- في 15 أكتوبر 1996 تم تعيينه وزيرًا للداخلية، وأُعيد تعيينة بنفس المنصب في 22 مارس 1998 و13 يوليو 1999.
- في 14 فبراير 2001 تم تعيينه نائبًا لرئيس مجلس الوزراء ووزيرًا للداخلية [2]، وظل بهذا المنصب لغاية عام 2003.
- بعام 2003 تم تعيينه مستشارًا بالديوان الأميري.
- في 9 يونيو 2009 تم تعيينه رئيسًا لجهاز الأمن الوطني.
- في 4 أغسطس 2013 تعيينه نائب رئيس مجلس الوزراء ووزير الداخلية.
- تم تعيينه بمنصب وزير الأوقاف والشؤون الإسلامية بالوكالة مدة 5 شهور، من تاريخ 12 مايو 2014 وحتى تاريخ 26 أكتوبر 2014 .
- تم تعيينه بمنصب وزير الدفاع بتاريخ 10 ديسمبر 2016 مع استمراره نائباً لرئيس مجلس الوزراء
- تم تعيينه مستشارا بالديوان الأميري بتاريخ 21 ديسمبر 2017.

## حياته الأسرية
متزوج من الشيخة عالية سالم العلي السالم الصباح، ولهما:[بحاجة لمصدر]
- الشيخ خالد.
- الشيخة الجازي.
- الشيخة العنود.
- الشيخة حصة.
- الشيخة الجوهرة.
- الشيخة المها.
- الشيخة الزين.
- الشيخة موضي.
- الشيخة عالية.
- الشيخة عبير.